# 幕僚长 (冲锋队)
幕僚长（德語：Stabschef）是纳粹党準軍事組織冲锋队的一个官职、准军事军衔。幕僚长是冲锋队的行动总负责人的官职。该职衔与納粹德國陸軍中的大将（Generaloberst）平级。
冲锋队职务幕僚长始创于1929年，该职务的主要责任是协助冲锋队最高领袖处理行政和组织事务。1928-1930年，时任冲锋队最高领袖弗朗茨·普费弗·冯·萨洛蒙麾下的幕僚长是奥托·瓦格纳（Otto Wagener），在希特勒于1930年9月2日执掌冲锋队最高领袖职务后，瓦格纳在实际上就成了冲锋队的领导人，直到恩斯特·罗姆于1931年1月继任为止。
而幕僚长这一冲锋队职衔则是罗姆在希特勒于1933年出任总理后给自己创设的。尽管希特勒在1930年就已成为冲锋队最高指挥官，但组织的日常运行依旧由幕僚长负责。因此，1930年后，职衔为幕僚长的冲锋队领导才是冲锋队的实际领袖。